# Rho Herculis
Rho Herculis (75 Herculis) é uma estrela na direção da constelação de Hercules. Possui uma ascensão reta de 17h 23m 40.97s e uma declinação de +37° 08′ 45.3″. Sua magnitude aparente é igual a 4.15. Considerando sua distância de 401 anos-luz em relação à Terra, sua magnitude absoluta é igual a −1.30. Pertence à classe espectral B9.5III.